# Pylochelinae
Pylochelinae is een onderfamilie van kreeftachtigen uit de klasse van de Malacostraca (hogere kreeftachtigen).

## Geslachten
- Bathycheles Forest, 1987
- Cheiroplatea Spence Bate, 1888
- Pylocheles A. Milne-Edwards, 1880
- Xylocheles Forest, 1987